# 南美翹嘴脂鯉
南美翹嘴脂鯉（Pyrrhulina lugubris），為輻鰭魚綱脂鯉目脂鯉亞目鱂脂鯉科的其一種，分布於南美洲梅塔河流域及洛斯亚诺斯（委內瑞拉），體長可達5公分，棲息中底層水域，生活習性不明。